# Bob Hoskins
Robert William „Bob” Hoskins (n. 26 octombrie 1942, Bury St Edmunds, Anglia, Regatul Unit – d. 29 aprilie 2014, Bury St Edmunds, Anglia, Regatul Unit) a fost un actor englez cunoscut pentru interpretarea unor Cockneys sau gangsteri. Printre cele mai cunoscute roluri principale ale sale se numără cele din filmele The Long Good Friday (1980), Mona Lisa (1986), Cine vrea pielea lui Roger Rabbit? (1988), Mermaids (1990) și Super Mario Bros. (1993), având de asemenea roluri secundare notabile în Brazil (1985), Hook (1991), Nixon (1995), Mrs. Henderson Presents (2005), A Christmas Carol (2009), Made in Dagenham (2010) sau Albă ca Zăpada și Războinicul Vânător (2012). 
A primit Premiul BAFTA și Globul de Aur pentru cel mai bun actor pentru interpretarea sa din Mona Lisa, rol care a avut și o nominalizare la Premiul Oscar pentru cel mai bun actor. În 2009, a câștigat un  premiu International Emmy pentru cel mai bun actor pentru apariția sa în serialul dramatic BBC One Strada.

## Filmografie

### Film
| An   | Titlu                                       | Rol                     | Note |
| ---- | ------------------------------------------- | ----------------------- | --- |
| 1972 | Up the Front                                | Recruiting sergeant     | |
| 1973 | The National Health                         | Foster                  | |
| 1975 | Royal Flash                                 | Police Constable        | |
| 1975 | Inserts                                     | Big Mac                 | |
| 1979 | Zulu Dawn                                   | CSM Williams            | |
| 1980 | The Long Good Friday                        | Harold Shand            | Evening Standard British Film Award for Best Actor Nominalizare – BAFTA Award for Best Actor in a Leading Role |
| 1982 | Pink Floyd The Wall                         | Band manager            | |
| 1983 | The Honorary Consul                         | Colonel Perez           | Nominalizare – BAFTA Award for Best Actor in a Supporting Role |
| 1984 | Lassiter                                    | Inspector John Becker   | |
| 1984 | The Cotton Club                             | Owney Madden            | |
| 1985 | The Woman Who Married Clark Gable           | George                  | |
| 1985 | The Dunera Boys                             | Morrie Mendellsohn      | |
| 1985 | Brazil                                      | Spoor                   | |
| 1986 | Sweet Liberty                               | Stanley Gould           | |
| 1986 | Mona Lisa                                   | George                  | BAFTA Award for Best Actor in a Leading Role Cannes Film Festival: Best Actor (tied with Michel Blanc in Ménage) Boston Society of Film Critics Award for Best Actor Golden Globe Award for Best Actor – Motion Picture Drama Kansas City Film Critics Circle Award for Best Actor London Film Critics Circle Award for Actor of the Year (tied with William Hurt in Kiss of the Spider Woman) Los Angeles Film Critics Association Award for Best Actor National Society of Film Critics Award for Best Actor New York Film Critics Circle Award for Best Actor Valladolid International Film Festival: Best Actor Nominalizare – Academy Award for Best Actor |
| 1987 | A Prayer for the Dying                      | Father Michael Da Costa | |
| 1987 | The Lonely Passion of Judith Hearne         | James Madden            | Evening Standard British Film Award for Best Actor |
| 1988 | Who Framed Roger Rabbit                     | Eddie Valiant           | Evening Standard British Film Award for Best Actor Nominalizare – Golden Globe Award for Best Actor – Motion Picture Musical or Comedy Nominalizare – Saturn Award for Best Actor |
| 1988 | The Raggedy Rawney                          | Darky                   | Also director |
| 1990 | Heart Condition                             | Jack Moony              | |
| 1990 | Mermaids                                    | Lou Landsky             | |
| 1991 | The Favour, the Watch and the Very Big Fish | Louis Aubinard          | |
| 1991 | Shattered                                   | Gus Klein               | |
| 1991 | Hook                                        | Smee                    | |
| 1991 | The Inner Circle                            | Lavrentiy Beria         | |
| 1992 | Passed Away                                 | Johnny Scanlan          | |
| 1992 | Blue Ice                                    | Sam Garcia              | |
| 1993 | Super Mario Bros.                           | Mario Mario             | |
| 1993 | The Big Freeze                              | Sidney                  | |
| 1995 | Nixon                                       | J. Edgar Hoover         | Nominalizare – Screen Actors Guild Award for Outstanding Performance by a Cast in a Motion Picture |
| 1995 | Balto                                       | Boris                   | Voice only |
| 1996 | Rainbow                                     | Frank Bailey            | Also director |
| 1996 | The Secret Agent                            | Verloc                  | |
| 1996 | Michael                                     | Vartan Malt             | |
| 1997 | Twenty Four Seven                           | Alan Darcy              | European Film Award for Best Actor |
| 1997 | Spice World                                 | Ginger Spice's disguise | |
| 1998 | Cousin Bette                                | Cesar Crevel            | |
| 1999 | Parting Shots                               | Gerd Layton             | |
| 1999 | Captain Jack                                | Jack Armistead          | |
| 1999 | Felicia's Journey                           | Hilditch                | Genie Award for Best Performance by an Actor in a Leading Role |
| 1999 | A Room for Romeo Brass                      | Steven Laws             | |
| 1999 | The White River Kid                         | Brother Edgar           | |
| 2000 | American Virgin                             | Joey                    | |
| 2001 | Enemy at the Gates                          | Nikita Khrushchev       | |
| 2001 | Last Orders                                 | Ray "Raysie" Johnson    | National Board of Review Award for Best Acting by an Ensemble Nominalizare – European Film Award for Best Actor (shared with ensemble cast) |
| 2002 | Where Eskimos Live                          | Sharkey                 | |
| 2002 | Maid in Manhattan                           | Lionel Bloch            | |
| 2003 | The Sleeping Dictionary                     | Henry                   | DVD Exclusive Award for Best Supporting Actor in a DVD Premiere Movie |
| 2003 | Den of Lions                                | Darius Paskevic         | |
| 2004 | Vanity Fair                                 | Sir Pitt Crawley        | |
| 2004 | Beyond the Sea                              | Charlie Maffia          | |
| 2005 | Unleashed                                   | Bart                    | |
| 2005 | Son of the Mask                             | Odin                    | Nominalizare – Golden Raspberry Award for Worst Supporting Actor |
| 2005 | Mrs Henderson Presents                      | Vivian Van Damm         | National Board of Review Award for Best Acting by an Ensemble Nominalizare – British Independent Film Award for Best Actor Nominalizare – Golden Globe Award for Best Supporting Actor – Motion Picture Nominalizare – St. Louis Gateway Film Critics Association Award for Best Supporting Actor |
| 2005 | Stay                                        | Dr. Leon Patterson      | |
| 2006 | Paris, je t'aime                            | Bob Leander             | Segment: "Pigalle" |
| 2006 | The Wind in the Willows                     | Badger                  | |
| 2006 | Garfield: A Tail of Two Kitties             | Winston                 | Voice only |
| 2006 | Hollywoodland                               | Eddie Mannix            | |
| 2007 | Sparkle                                     | Vince                   | |
| 2007 | Outlaw                                      | Walter Lewis            | |
| 2007 | Ruby Blue                                   | Jack                    | |
| 2007 | Go Go Tales                                 | The Baron               | |
| 2008 | Doomsday                                    | Bill Nelson             | |
| 2009 | A Christmas Carol                           | Mr. Fezziwig / Old Joe  | |
| 2010 | Made in Dagenham                            | Albert                  | Nominalizare – British Independent Film Award for Best Supporting Actor |
| 2011 | Outside Bet                                 | Percy "Smudge" Smith    | |
| 2011 | Will                                        | Davey                   | |
| 2012 | Snow White and the Huntsman                 | Muir                    | Final role |

### Televiziune
| An        | Titlu                           | Rol                               | Note                                                                          |
| --------- | ------------------------------- | --------------------------------- | ----------------------------------------------------------------------------- |
| 1972      | Villains                        |                                   |                                                                               |
| 1972      | Play for Today                  | Taxi driver                       | Episodul: "The Bankrupt"                                                      |
| 1973      | Crown Court                     |                                   |                                                                               |
| 1973      | New Scotland Yard               | Eddie Wharton                     |                                                                               |
| 1973      | Softly, Softly: Taskforce       | Parker                            |                                                                               |
| 1973      | Play for Today                  | Woodbine                          | Episodul: "Her Majesty's Pleasure"                                            |
| 1974      | Shoulder to Shoulder            | Jack Dunn                         |                                                                               |
| 1974      | Thick as Thieves                | Dobbs                             |                                                                               |
| 1974      | Play for Today                  | Blake                             | Episodul: "Schmoedipus"                                                       |
| 1975      | On the Move                     | Alf                               |                                                                               |
| 1976      | Thriller                        | Sammy Draper                      |                                                                               |
| 1976      | The Crezz                       | Detective Sergeant Marble         |                                                                               |
| 1977      | Van der Valk                    | Johnny Palmer                     |                                                                               |
| 1977      | Rock Follies of '77             | Johnny Britten                    |                                                                               |
| 1978      | Pennies from Heaven             | Arthur Parker                     | Nominalizare – BAFTA TV Award for Best Actor                                  |
| 1979      | Of Mycenae and Men              | Mr. Taramasalatopoulos            |                                                                               |
| 1980      | Flickers                        | Arnie Cole                        |                                                                               |
| 1981      | Othello                         | Iago                              |                                                                               |
| 1983      | The Beggar's Opera              | Beggar                            |                                                                               |
| 1985      | Mussolini and I                 | Benito Mussolini                  |                                                                               |
| 1985      | The Dunera Boys                 | Morrie Mendellsohn                | Australian mini-series                                                        |
| 1994      | The Changeling                  | De Flores                         |                                                                               |
| 1994      | World War II: When Lions Roared | Winston Churchill                 |                                                                               |
| 1995–1999 | The Forgotten Toys              | Teddy                             | Voice only                                                                    |
| 1996      | Tales from the Crypt            |                                   |                                                                               |
| 1998      | Saturday Night Live             | Himself                           |                                                                               |
| 1999      | David Copperfield               | Wilkins Micawber                  |                                                                               |
| 2000      | Noriega: God's Favorite         | Manuel Noriega                    | Nominalizare – Satellite Award for Best Actor – Miniseries or Television Film |
| 2000      | Don Quixote                     | Sancho Panza                      |                                                                               |
| 2001      | The Lost World                  | Professor George Challenger       |                                                                               |
| 2003      | Frasier                         | Coach Fuller                      |                                                                               |
| 2003      | The Good Pope: Pope John XXIII  | Angelo Roncalli / Pope John XXIII |                                                                               |
| 2008      | The Englishman's Boy            | Damon Ira Chance                  |                                                                               |
| 2008      | Pinocchio                       | Geppetto                          |                                                                               |
| 2008      | The Last Word Monologues        | unnamed hitman                    | Episodul: "A Bit of Private Business"                                         |
| 2009      | The Street                      | Paddy Gargan                      | International Emmy Award for best actor                                       |
| 2011      | Neverland                       | Smee                              |                                                                               |

### Videoclipuri
| An   | Artist  | Cântec   |
| ---- | ------- | -------- |
| 2007 | Jamie T | "Sheila" |

## Legături externe
- Bob Hoskins la Internet Movie Database